# Nothaft von Hohenberg

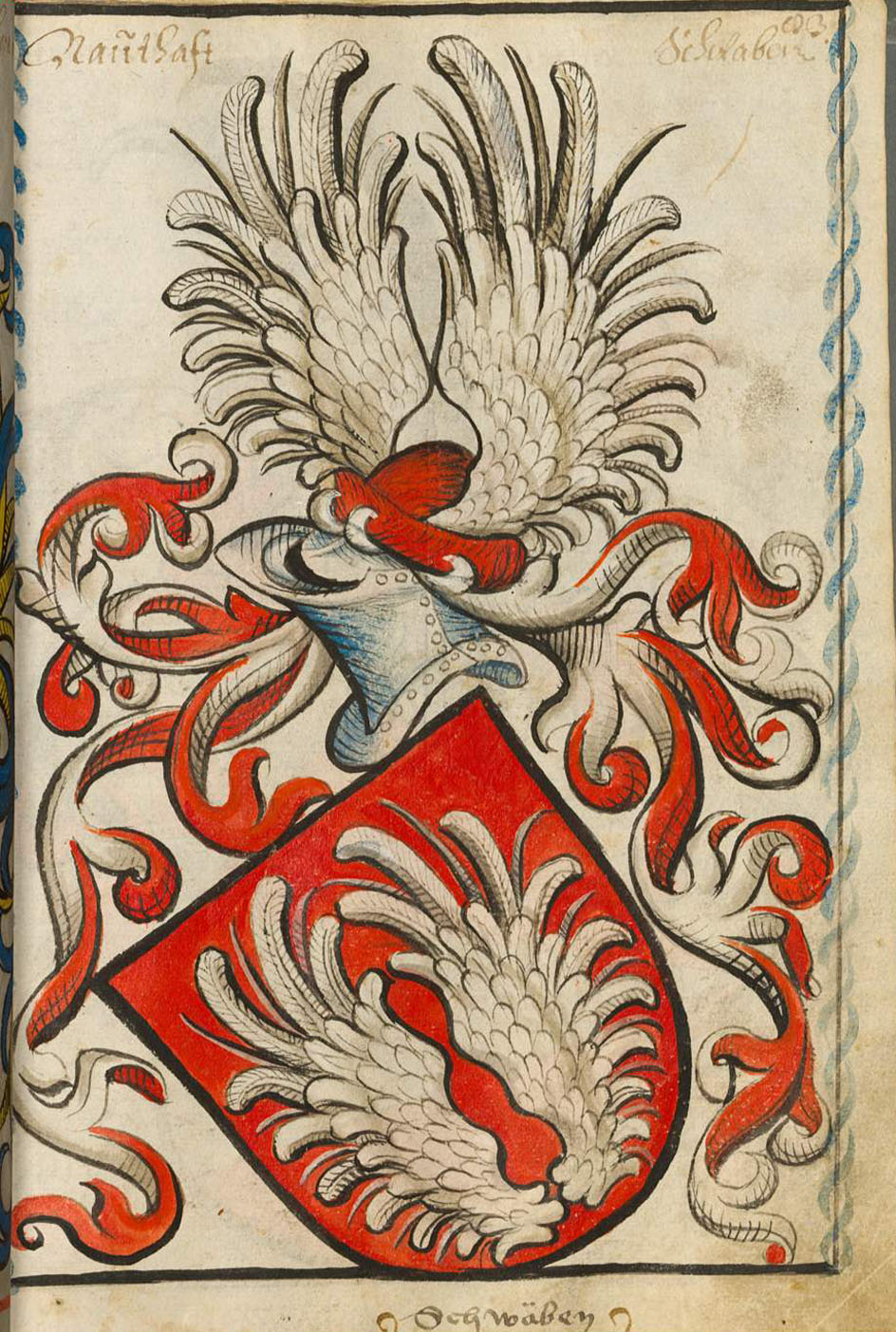
Wappen der Nothaft von Hohenberg (Schwaben)

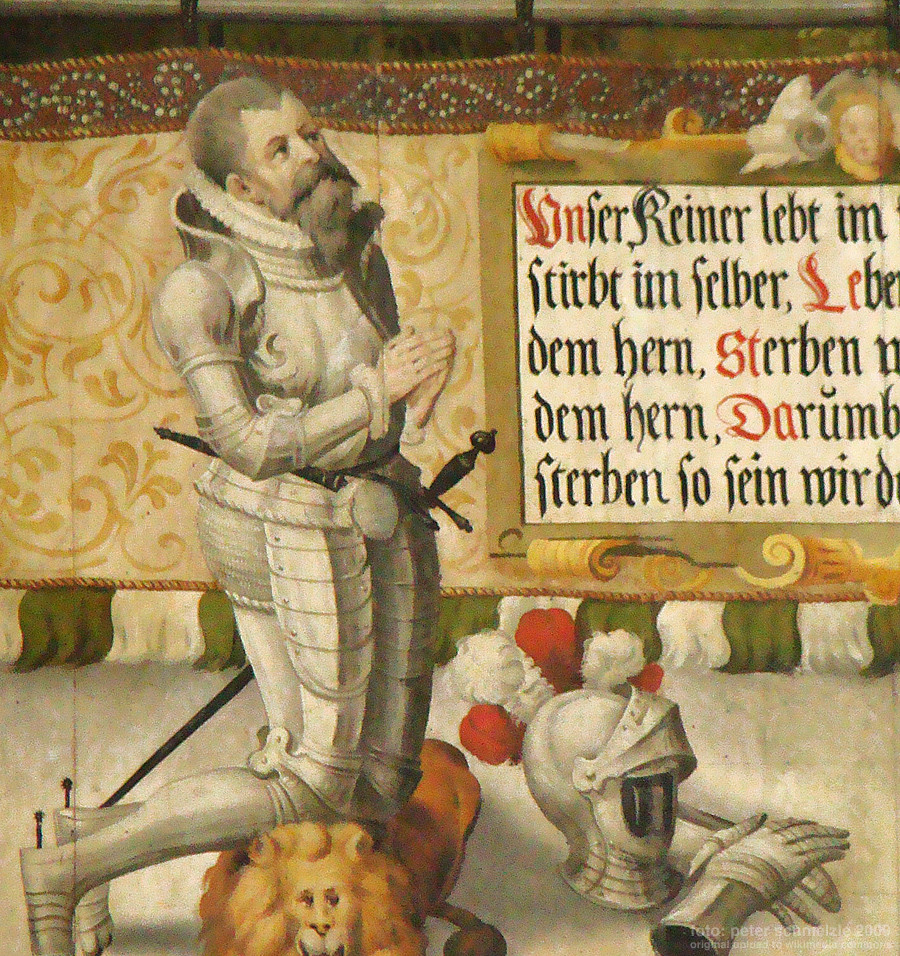
Caspar Nothafft von Hohenberg († 1584), Detail seines Epitaphs in der Stadtkirche Schwaigern

Nothaft von Hohenberg (auch: Nothafft oder Notthafft) ist der Name eines schwäbischen Adelsgeschlechts. Ihr Stammsitz war der früher Hohenberg genannte Remsecker Stadtteil Hochberg unweit von Stuttgart, der zugleich das Zentrum der Nothaftschen Herrschaft Hochberg bildete. Die Familie ist in der zweiten Hälfte des 17. Jahrhunderts erloschen.

## Geschichte

### Herkunft
Im Jahr 1300 erscheinen Wernher der Nothafte und dessen Söhne Alebrecht und Wernher als erste Vertreter der  Familie im deutschen Südwesten. Eine Abstammung dieser Familie von den bayerischen Notthafft ist zwar nicht bewiesen, aber es weisen einige Indizien darauf hin. Ebenso wird eine Abstammung von den aus der Familie der Hessonen stammenden Grafen von Wolfsölden diskutiert. Dies wird aber nicht zwingend im Widerspruch zu einer Verwandtschaft mit den bayerischen Notthafft gesehen, da die Grafen von Wolfsölden wie auch die Notthafft Besitzungen im Nordgau im heutigen Bayern hatten. Eine andere Theorien geht von einer Abstammung vom ursprünglichen Hochberger Ortsadel aus, bei denen es sich wie auch bei den Grafen von Wolfsölden um löwensteinische Ministerialen handelte. Eine gemeinsame Abstammung des Hochberger Ortsadels und der Grafen von Wolfsölden ist ebenfalls möglich.
Im 14. Jahrhundert saßen die schwäbischen Nothaft als württembergische Burgmannen zeitweise auf Burg Rems, bevor sie mit ihrem späteren Sitz Hochberg belehnt wurden.

### Linie Hochberg
Am 30. November 1337 erhielt der bereits 1300 als Sohn von Werner dem Nothaften erwähnte Werner II. Nothaft die von der Burg Rems aus gesehen benachbarte Burg Hohenberg (heute: Schloss Hochberg) als Lehen. Hochberg wurde fortan der namensgebende Sitz der Familie und blieb es bis zum Aussterben der Nothaft im 17. Jahrhundert. Die Nothaft waren bemüht ihren Besitz in der unmittelbaren Umgebung auszubauen. Im Jahr 1345 kaufte Werner II. zudem die nahegelegene Burg Hochdorf sowie Güter im gleichnamigen Ort. 1345 erhielten seine Söhne Hans und Straub unter anderem den halben Ort Beihingen als Lehen der Grafen zu Löwenstein. Ab etwa 1400 bezeichnet sich Hans II. Nothaft erstmals als Nothaft von Hohenberg um seinen adlige Stellung und den gewachsenen Wohlstand der Familie trotz des wenig schmeichelhaften Namens Nothaft zu dokumentieren. 1513 verkauften die Nothaft Hochdorf an Jakob von Bernhausen. Aufgrund der Besitzungen rund um Hochberg waren die Nothaft von Hohenberg ab 1542 Mitglied im Ritterkanton Kocher der Schwäbischen Reichsritterschaft.
Bis 1553 blieben die Nothaftschen Besitzungen katholisch, obwohl Herzog Ulrich im umliegenden Württemberg bereits seit 1534 die Reformation vorantrieb. Erst mit dem Tod des Wolf Nothaft führte dessen Sohn Hans Dietrich Nothaft die Reformation auch in den Besitzungen der Nothaft von Hohenberg durch.
Im Jahr 1593 beauftragte Wolf Jacob Nothaft, der seit 1586 Truchsess am württembergischen Hof war, den dortigen Hofbaumeister Heinrich Schickhardt die Hochberger Burg in ein repräsentatives Schloss umzubauen. Wolf Jacob erweiterte des Weiteren den Nothaftschen Besitz rund um Hochberg. 1612 gelang es ihm zudem den ehemaligen Besitz in Hochdorf zurückzuerwerben. Von da an bildeten Hochberg und Hochdorf auch noch nach dem Aussterben der Nothaft die Herrschaft Hochberg. 1612 ließ Wolf Jacob auch Schloss Hochdorf durch Heinrich Schickhardt umbauen.
Wolf Jacobs ältester Sohn Johann Erasmus Nothaft verkaufte das Hochberger Erbe seinem jüngeren Bruder und erwarb stattdessen 1621 Schloss Oßweil von den Herren von Kaltental sowie deren Besitz in Oßweil, einem heutigen Stadtteil von Ludwigsburg. 1640 wurde Johann Erasmus zum Direktor des Kantons Kocher gewählt, verstarb aber noch im selben Jahr. In den Wirren des Dreißigjährigen Krieges ging der von ihm erworbene Oßweiler Besitz für die Nothaft wieder verloren. Da er keine männlichen Erben hatte, übergab Philipp Jacob Nothaft den Familienbesitz 1684 an den Ehemann seiner Enkeltochter, Uriel von Gemmingen (1644–1707). Philipp Jacob starb 1687, womit die Familie im Mannesstamm erlosch.
Zahlreiche Grabdenkmäler der Hochberger Nothaft befanden sich in der im 19. Jahrhundert abgerissenen alten Kirche von Hochberg. Einige davon wurden in der 1854 fertiggestellten evangelischen Schlosskirche erneut aufgestellt. Darunter auch die mutmaßlich von Joseph Schmid gefertigten Statuen des Wolf Nothaft von Hohenberg und seiner Gemahlin Margarethe geborene von Nippenburg.

### Linie Beihingen
In der Zeit vor 1437 teilte Hans II. Nothaft von Hohenberg noch zu seinen Lebzeiten den Familienbesitz unter seinen Söhnen. Peter II. und Werner V. erhielten gemeinsam Hochberg, sowie Peter II. die Lehen Hochdorf und Affalterbach, während die beiden mittleren Brüder Johann III. und Bernhard I. Beihingen und den Streubesitz in der Umgebung erhielten, wodurch sich eine eigene Beihinger Linie der Familie bildete, die ihren Sitz zuerst im Alten Schloss Beihingen in der heutigen Stadt Freiberg am Neckar hatte.

1534 verkaufte man den Beihinger Besitz an Ludwig von Freiberg und erwarb stattdessen Kleiningersheim, welches zuvor im Besitz der Hochberger Linie der Nothaft war. Die dortige Burg wurde von den Nothaft zum heutigen Schloss ausgebaut. Nach dem Tod des Kaspar Nothaft im Jahr 1584 endete die Beihinger Linie der Nothaft. Da Kaspar keine Nachkommen hatte, erbte dessen Witwe Anna Maria, geb. v. Neipperg das Schloss Kleiningersheim.

Schlösser der Nothaft von Hohenberg
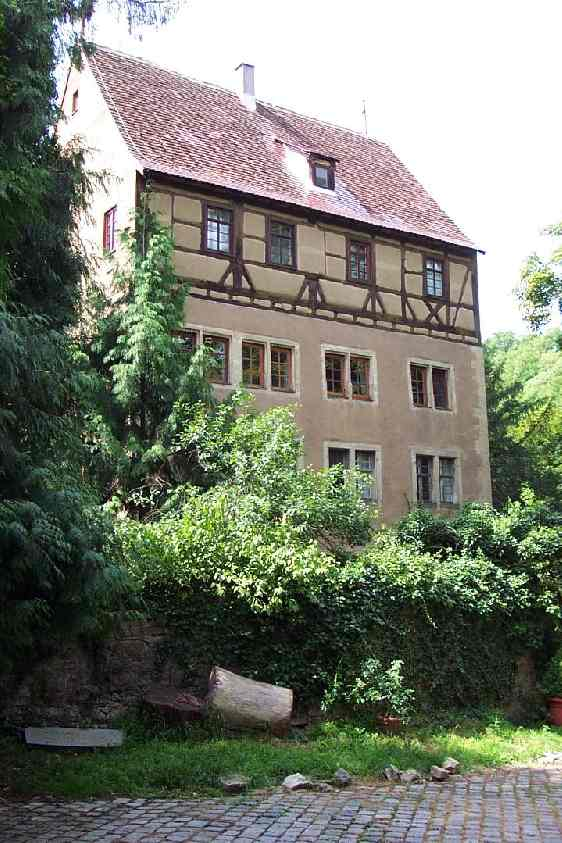
Schloss Hochberg (Torhaus)
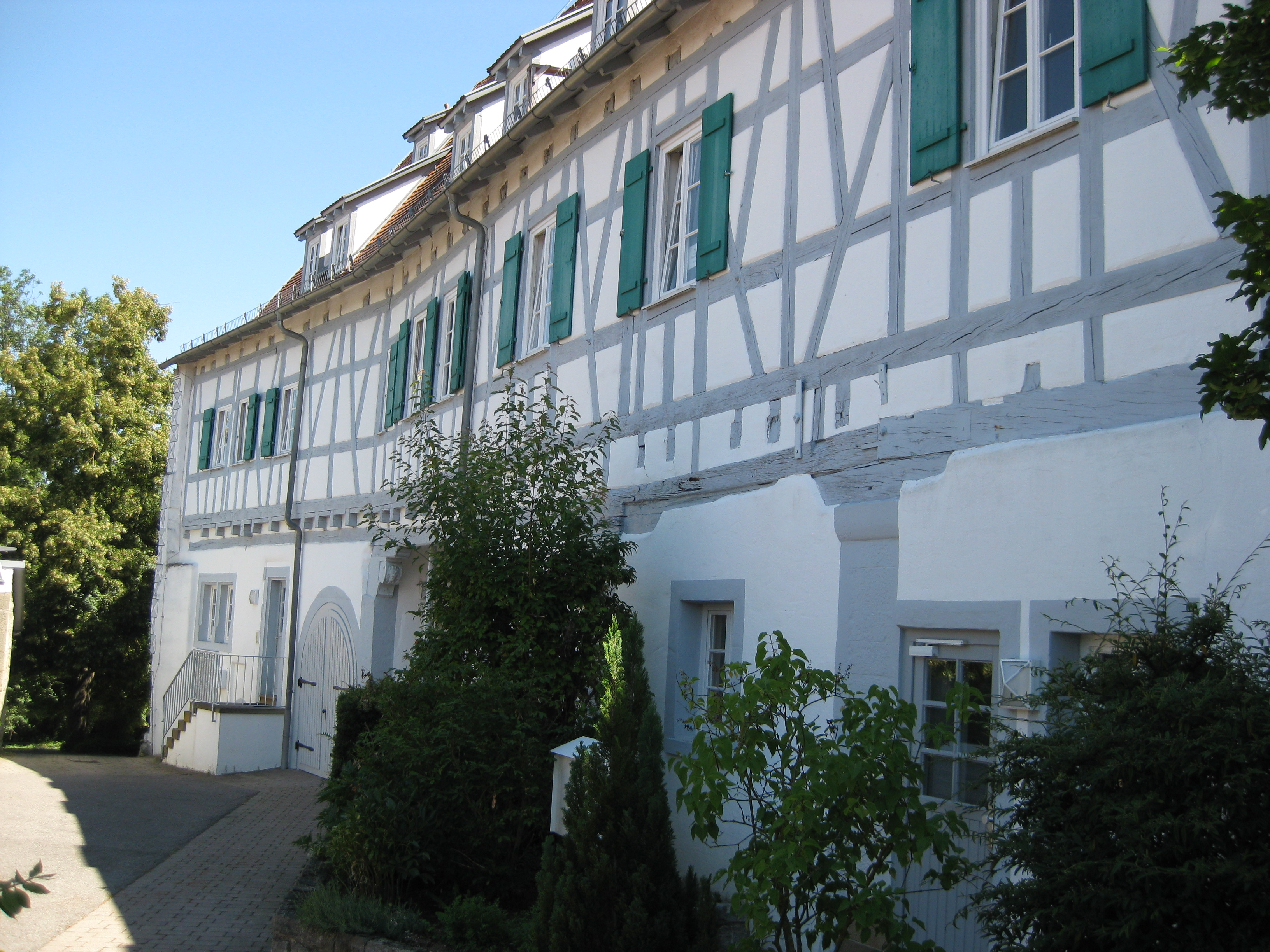
Schloss Hochdorf
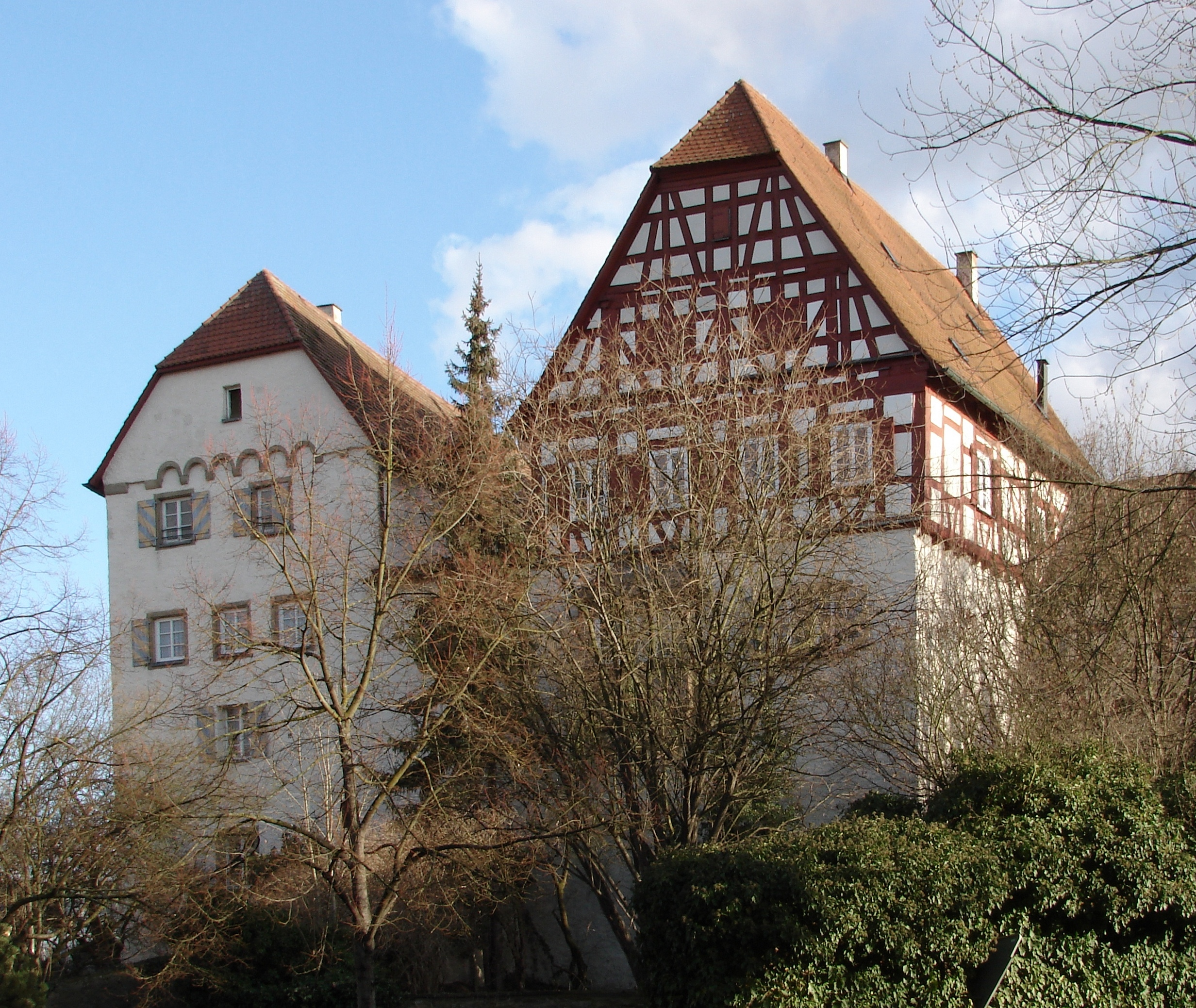
Altes Schloss Beihingen
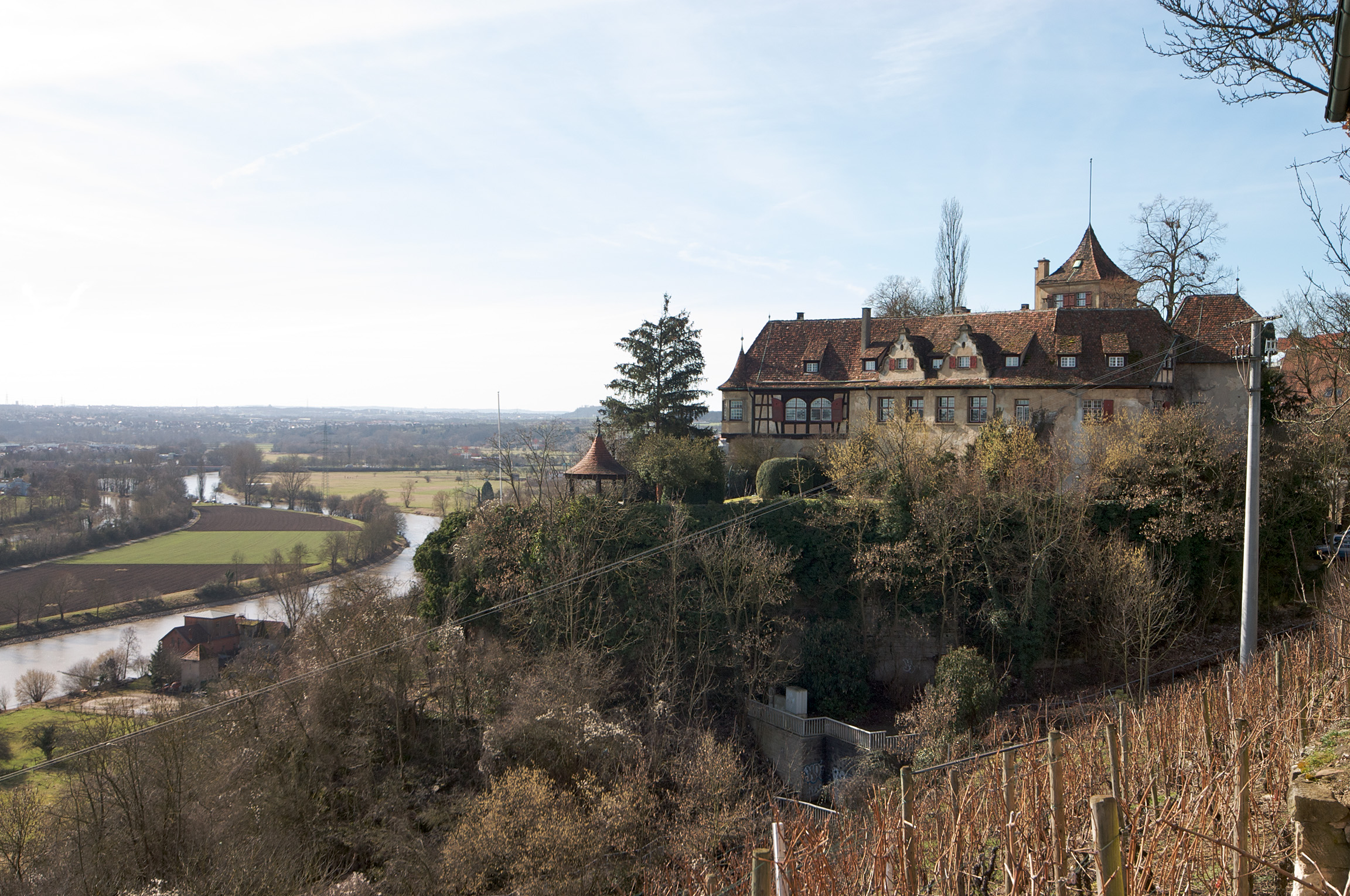
Schloss Kleiningersheim
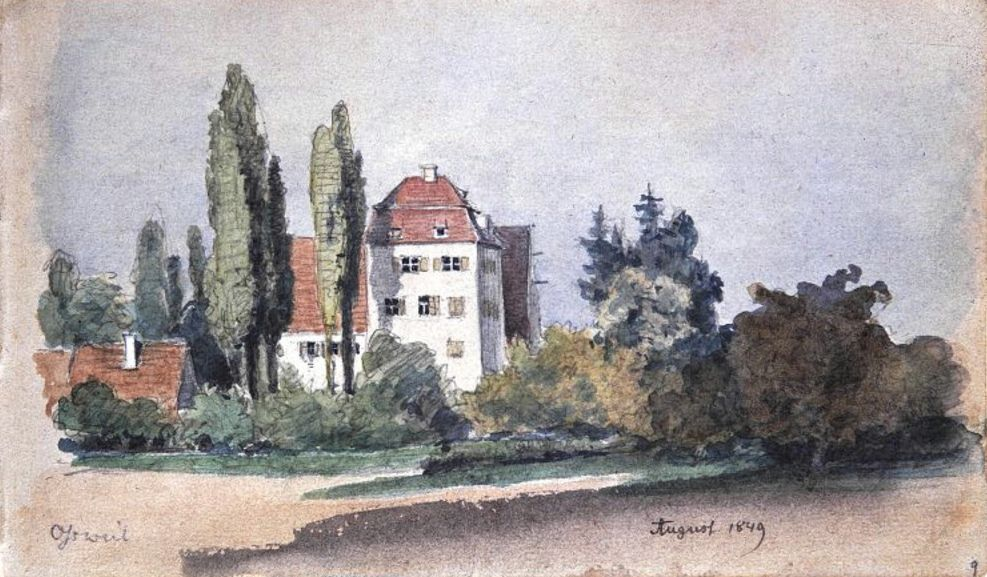
Schloss Oßweil

## Wappen
Blasonierung: Zwei silberne Adlerflügel auf rotem Grund; auf dem Helm zwischen zwei silbernen Adlerflügeln eine rote spitze Mütze mit weißem hermeliertem Stulp, die an der Spitze mit sechs schwarzen Hahnenfedern besteckt ist.

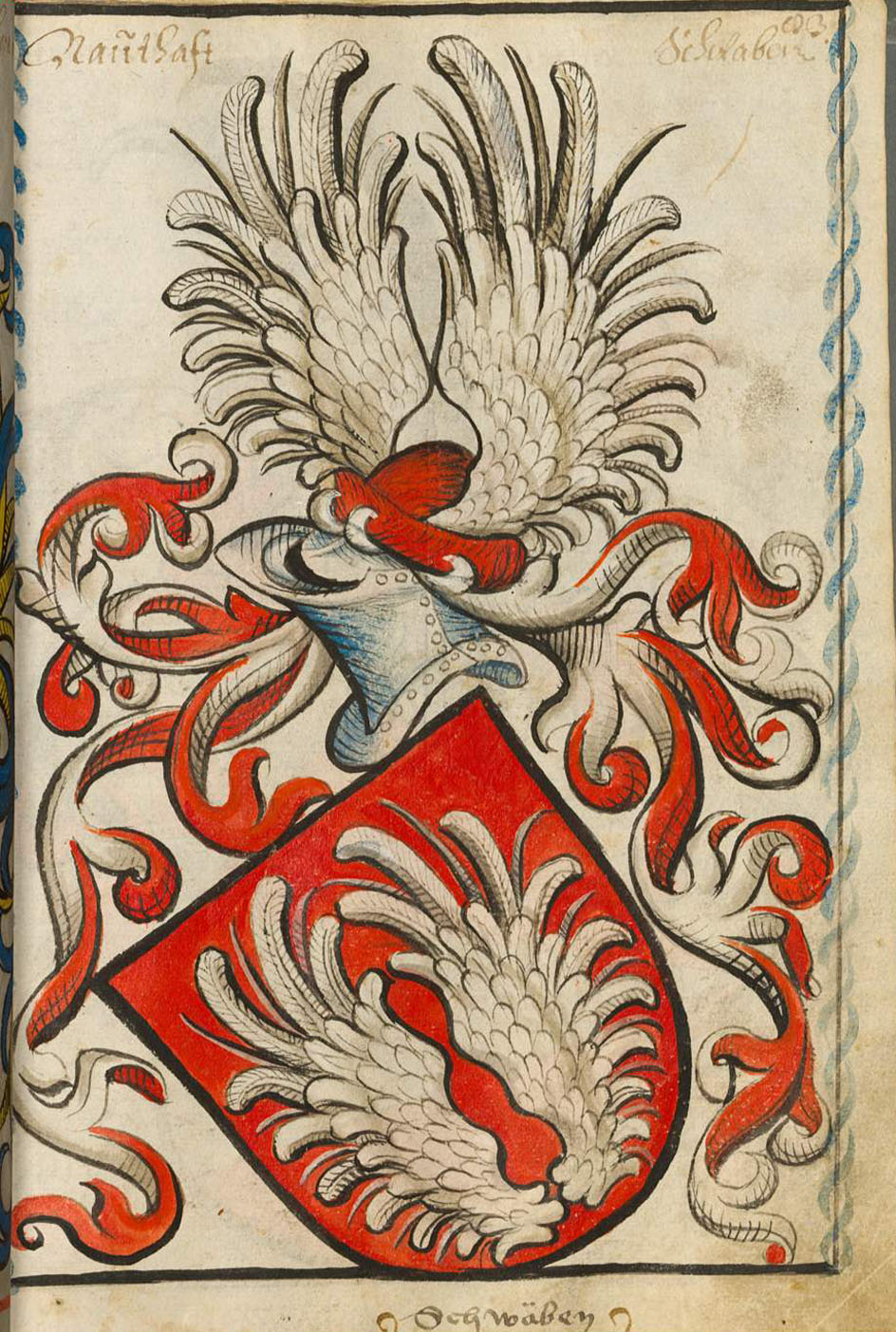
Stammwappen der „Nothaft“ aus Schwaben, aus Scheiblersches Wappenbuch, zwischen 1450 und 1480
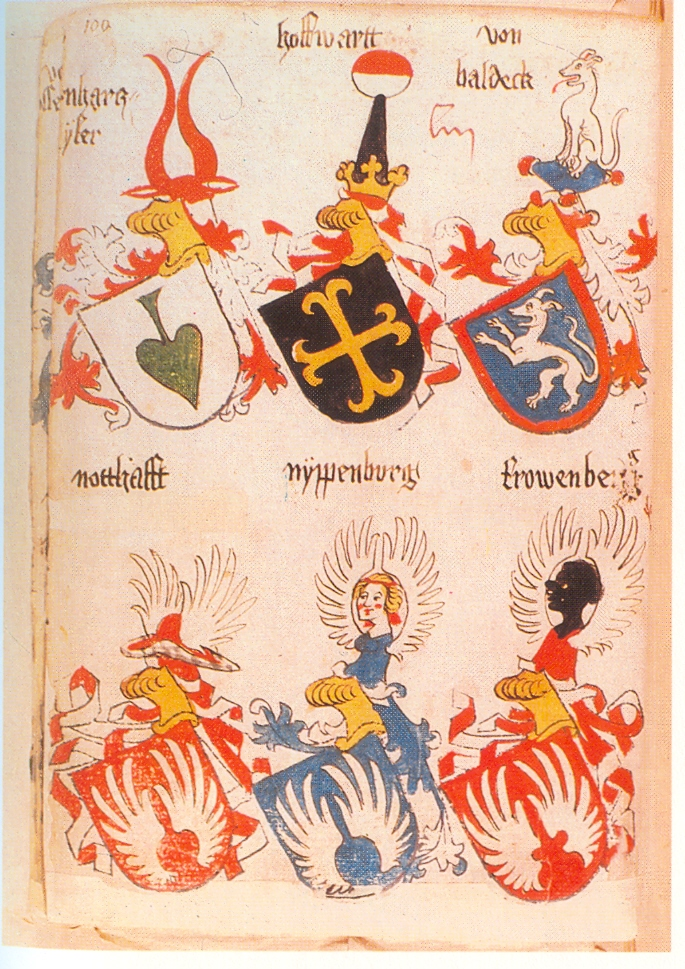
Stammwappen der „Notthafft“ aus Schwaben, unten links, aus Ingeram Codex, 1459
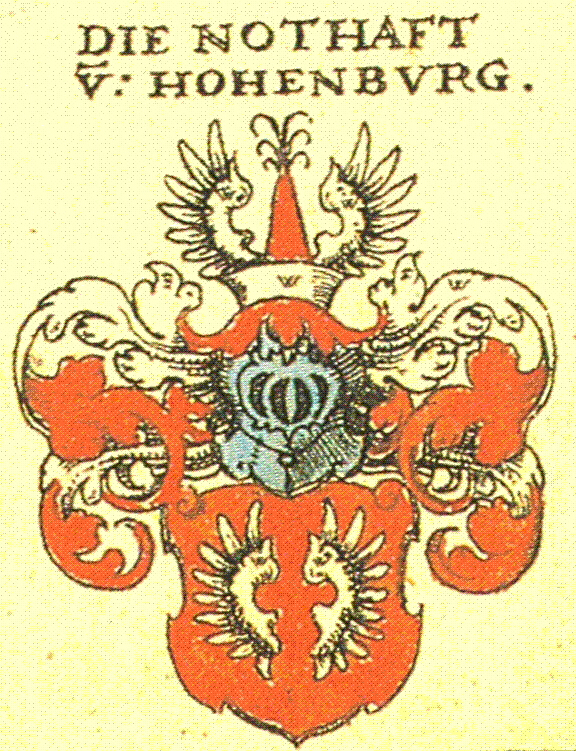
Stammwappen der „Nothaft von Hohenburg[!]“ aus Schwaben, aus Siebmachers Wappenbuch, 1605

### Wappen der Nothaft als Element von Gemeindewappen
Die aus der Herrschaft Hochberg der Nothaft heraus entstandenen Gemeinden Hochberg und Hochdorf nutzten die Adlerflügel des Nothaftschen Wappens für ihre Gemeindewappen, variierten hierbei allerdings die Farben. Die 1975 gegründete Stadt Remseck, zu deren Vorläufergemeinden unter anderem Hochberg und Hochdorf zählen, nutzt seither ebenfalls Elemente des Nothaftschen Wappens in ihrem Stadtwappen.

Wappen der ehemaligen Gemeinde Hochberg
Wappen der ehemaligen Gemeinde Hochdorf
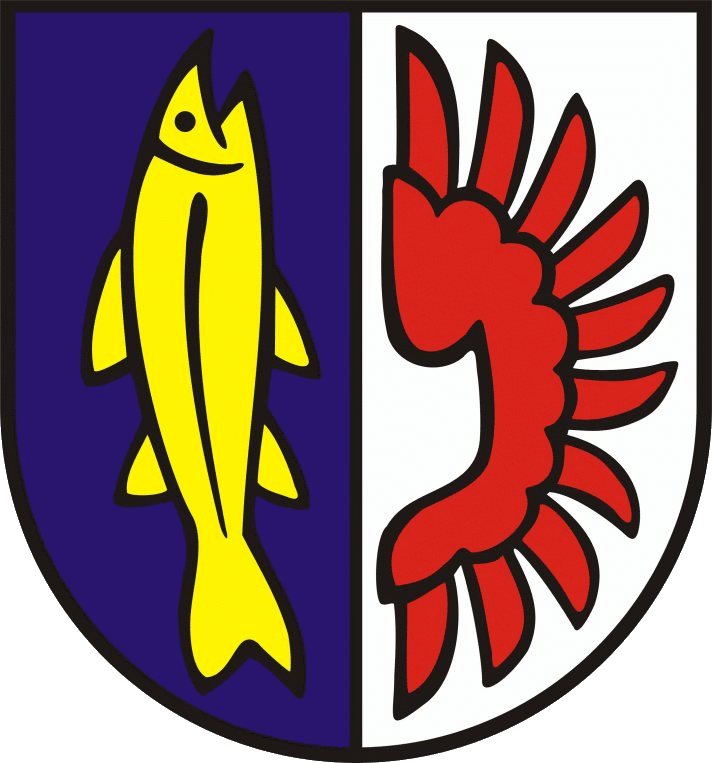
Wappen der Stadt Remseck am Neckar